# Vụ nổ súng tại trường bắn Hino Kihon
Vụ nổ súng tại trường bắn Hino Kihon (日野基本射撃場発砲事件) xảy ra vào lúc 9:08 (giờ địa phương), ngày 14 tháng 6 năm 2023. Nghi phạm nổ súng trong quá trình huấn luyện tại một trường bắn thuộc Lực lượng Phòng vệ Mặt đất Nhật Bản ở thành phố Gifu. Vụ việc khiến hai người thiệt mạng và một người khác bị thương. Nghi phạm sau đó đã bị bắt giữ.

## Phản ứng trong nước
- Bộ trưởng Bộ Quốc phòng Nhật Bản Hamada Yasukazu đã xin lỗi vì đã gây lo ngại cho công chúng và bày tỏ lời chia buồn tới các gia đình nạn nhân.[2]
- Bộ trưởng Lực lượng Phòng vệ Mặt đất Yasuomi Morishita đã tổ chức một cuộc họp báo và đồng thời tuyên bố thành lập một ủy ban điều tra để tìm hiểu nguyên nhân và ngăn chặn sự việc tái diễn.[2]